# Ehrenberg, Hildburghausen
Ehrenberg là một đô thị ở huyện Hildburghausen, ở bang Thüringen, Đức. Đô thị này có diện tích 2,08 km², dân số thời điểm ngày 31 tháng 12 năm 2006 là 207 người.